# Dhoni

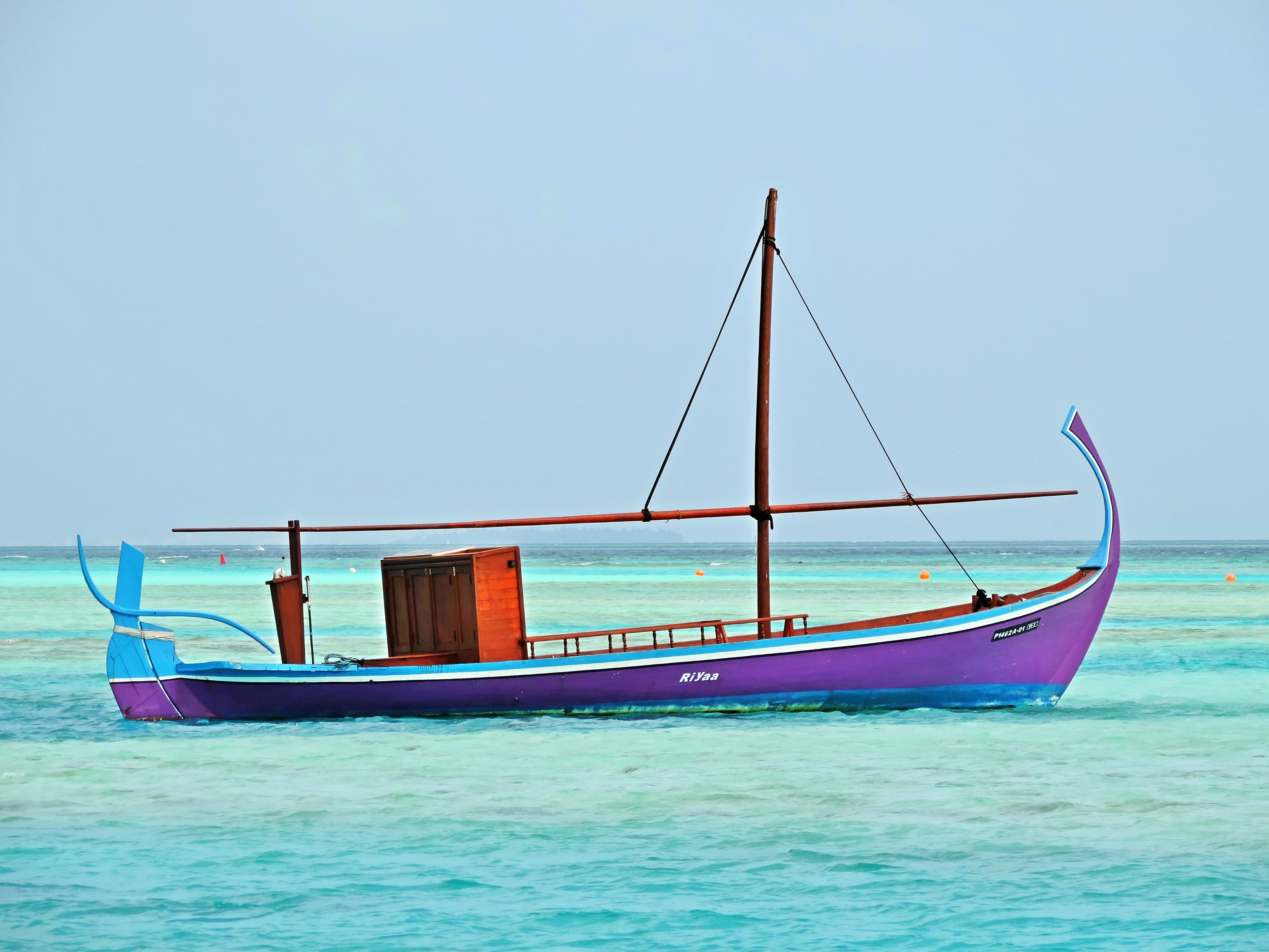
Dhoni

Dhoni é uma típica e milenar embarcação da região das Maldivas. Possui em média 26 pés e um arco na polpa bastante característico, lembrado as gôndolas de Veneza. Normalmente movido a motor de polpa ou remo e em regiões cuja profundidade não é grande utiliza-se grandes varas para impulsionar o barco.